# Акілле Лауро
Акілле Лауро (італ. Achille Lauro; 16 червня 1887, П'яно-ді-Сорренто, провінція Неаполь, Кампанія — 15 листопада 1982, Неаполь) — італійський судновласник, спортивний функціонер і політик.

## Біографія

### Ранні роки та підприємницька діяльність
Народився в П'яно-ді-Сорренто, син дрібного судновласника Джоакіно Лауро (Gioacchino Lauro) і Лаури Каф'єро (Laura Cafiero). Коли Акілле виповнилося тринадцять років, батько забрав його зі школи, і він рік плавав юнгою на вітрильнику, після чого продовжив навчання в морській школі імені Ніно Біксіо. У двадцятирічному віці після смерті батька успадкував його судноплавну компанію, але через її важке фінансове становище продав два з трьох суден. Згодом зумів виправити справи, але в ході Першої світової війни втратив і останнє з батьківського спадку. Деякий час використовував зафрахтовані судна, а в 1922 році придбав на аукціоні американський пароплав «Lloyd», затонулий в порту Неаполя, перейменував його в «Iris», і саме він став першим судном в компанії Flotta Lauro. До 1936 році Акілле Лауро володів вже 23 суднами, а в 1939 — 55, загальною водотоннажністю 336 700 тонн. У 1933 році вступив в Національну фашистську партію, перебував у Палаті фасцій і корпорацій. 19 лютого 1942 року його прийняв особисто Муссоліні, і результатом цієї зустрічі стала загальнонаціональна угода між роботодавцями і робітниками, а також придбання Лауро 50 % акцій кількох газет, які опинилися під його управлінням. 9 листопада 1943 року був заарештований окупаційною владою союзних англо-американських військ і провів 22 місяці в ув'язненні і таборі для переміщених осіб. У вересні 1945 року був виправданий судом Неаполя, але його флот скоротився до цього часу з 57 одиниць у 1940 році до 5. Тим не менш, до початку 50-х років компанії Лауро належали вже 40 суден загальною водотоннажністю 650 000 тонн, що робило її найбільшоїю в Європі того часу.

### «Наполі»
Розпорядженням секретаря міської організації Фашистської партії Неаполя від 26 квітня 1935 року Лауро був призначений віце-президентом футбольного клубу «Наполі», 15 березня 1936 року став його президентом і зберігав цю посаду за собою до 15 червня 1940 року.
8 серпня 1951 року став почесним президентом, 29 квітня 1952 знову став повноважним президентом, але по закінченні чемпіонату 1953—1954 роки повернувся до почесного статусу. У 1953 і 1958 роках клуб займав четверте місце в дивізіоні «А» італійського чемпіонату, а в 1962 році — у Кубку Італії (той сезон став єдиним для «Наполі» в період президентства Лауро, який клуб провів в дивізіоні «B»). Найбільшим придбанням цього періоду став контракт з Гассе Єппсоном.

### Політична діяльність
Вирішивши зайнятися політикою, Лауро спробував домовитися з Християнсько-демократичною партією, але цьому завадили його минулі зв'язки з фашистським режимом, і він прилучився до руху Гульєльмо Джанніні «Фронт пересічної людини».
У жовтні 1947 року, коли Фронт збирався підтримати лівих, які виступали в парламенті за вотум недовіри уряду Де Гаспері, Лауро під впливом лідера ХДП Аттіліо Піччоні зумів запобігти цьому голосуванню і врятувати уряд. Зарекомендувавши себе сильним політиком, він перейшов в Національну монархічну партію, став головою (друга за важливістю посаду після секретаря) і забезпечив фінансування.
На парламентських виборах 18 квітня 1948 року Лауро вирішив не висувати своєї кандидатури, але 9 липня 1952 року був обраний мером Неаполя. За підсумками парламентських виборів 7 червня 1953 року монархісти збільшили своє представництво в Палаті депутатів з 14 до 40 осіб, але Лауро, що вирішив блокуватися з неофашистами з Італійського соціального руху і лівими проти підтримки чергового уряду Де Гаспері, вступив у конфлікт з секретарем партії Альфредо Ковеллі. Це призвело до розколу, і 2 червня 1954 року Лауро зі своїми прихильниками заснував Народну монархічну партію.
На тих же виборах 1953 року Лауро пройшов в Сенат другого скликання, але відмовився від посади на користь збереження за собою місця мера Неаполя.
У 1956 році був переобраний мером (залишив посаду 19 грудня 1957 року). У квітні 1959 року домігся об'єднання Національної та Народної монархічних партій, в силу чого виникла Італійська демократична партія монархічного єдності.
У грудні 1960 року знову був обраний мером Неаполя і займав посаду мера з 4 лютого по листопад 1961 року, коли через конфлікт з Християнсько-демократичною партією його змінив призначений надзвичайний комісар Фердінандо Д'Аюто (Ferdinando D Aiuto).
У 1958 році обраний за списками Народної монархічної партії в Палату депутатів третього скликання, до 1959 року очолював партійну фракцію, згодом входив у фракцію Італійської демократичної партії (11 квітня 1961 року прийнята його дострокова відставка). У 1963 році переобраний і зберігав мандат до 1968 року. У 1968 році обраний в Сенат п'ятого скликання, де входив у фракцію Італійського соціального руху і зберігав мандат весь термін повноважень до 24 травня 1972 року. У 1972 році обраний у Палату депутатів шостого скликання і увійшов у фракцію ІСД. У 1976 році переобраний в Палату сьомого скликання, 5 липня 1976 року увійшов у фракцію ІСД, з 21 грудня того ж року перебував у фракції об'єднання Національна демократія-Установчі збори правих. У 1979 році зробив останню спробу обрання за списками НД-УСП в Палату і Сенат, яка виявилася невдалою.

### Останні роки життя
На початку 1970-х років флот Лауро опинився у важкому фінансовому становищі, в тому числі через нафтову кризу, і в 1982 році розпроданий з торгів.

## Праці
- La mia vita. La mia battaglia, Napoli 1958
- Scritti e discorsi, Roma 1958